# 넷 아이돌
넷 아이돌이란 일본에서 태어난 말로 인터넷에서 어느 정도 아이돌과 같은 지위를 얻고 있는 사람을 지칭하는 말이다.

## 여러 매체에서의 넷 아이돌
- 안녕, 절망선생 - 코토논
- 마법선생 네기마 - 하세가와 치사메
- 회장님은 메이드사마 - 효도 아오이
- The iDOLM@STER: Dearly Stars - 미즈타니 에리

## 같이 보기
- 일본의 아이돌 목록
- 일본의 그라비아 아이돌 목록
- 페티쉬 모델